# Segment (Linguistik)
Ein Segment in der Linguistik ist ein analysierter Teil einer sprachlichen Äußerung. Segmente können auf jeder Ebene der Sprachanalyse gewonnen werden.

## Phonetik

Silbenstruktur

In der Phonetik sind Segmente die Einheiten auf der untersten Analyseebene, also Laute/Phone. Als kleinste Bestandteile von Silben kann man sie in Konsonanten und Vokale einteilen, ggf. auch in Töne. Diese können je nach Bedarf zusammengefasst werden zu Onset ω, Nukleus ν, Koda κ, Initial ι, Medial μ, Final φ und Reim ρ.

## Andere Sprachebenen
Nimmt man einen Satz, um ihn zu segmentieren, also in seine Bestandteile zu zerlegen, so kann man Segmente sehr unterschiedlicher Art gewinnen. Als kleinste Segmente kommen bei der Analyse gesprochener Sprache die Laute, bei der Analyse geschriebener Sprache die Buchstaben oder Graphe in Frage. Man kann einen Satz aber auch in die Silben, Morphe, Wörter, Satzglieder oder Teilsätze zerlegen. Geht man von noch größeren Äußerungen als dem Satz, also zum Beispiel vom Diskurs, Gespräch oder Text aus, so können noch größere Einheiten wie Absätze oder Kapitel als Segmente gewonnen werden.

## Bedeutung der Segmente
Will man ein Regelsystem, eine Grammatik, entwickeln, benötigt man die Segmente, damit man ausführen kann, welche Einheiten durch das Regelsystem behandelt werden. Verfahren, wie man mit möglichst formalen Mitteln (das heißt mit möglichst wenig Nutzung der eigenen Intuition) sprachliche Äußerungen in Segmente zerlegen kann, wurden vor allem von den Vertretern des amerikanischen (taxonomischen) Strukturalismus der 1920er bis 1950er Jahre entwickelt, darunter Leonard Bloomfield, Joseph H. Greenberg, Zellig S. Harris und Rulon S. Wells. Der zweite Arbeitsschritt bestand dann darin, die gewonnenen Segmente zu klassifizieren. Durch die Klassifikation kommt man dann zu den Einheiten des Sprachsystems, der Langue. Indem man zum Beispiel die Laute (= Einheiten der parole) nach ihrer Funktion in der Kommunikation klassifiziert, erhält man die Phoneme, die Einheiten der Langue. In ähnlicher Weise werden Morphe zu Morphemen klassifiziert.